# Progressive Field
Progressive Field är en basebollarena i Cleveland i Ohio i USA. Arenan är hemmaarena för Cleveland Guardians, som spelar i American League, en av de två ligorna i Major League Baseball (MLB).
I maj 1990 röstade väljarna i Cuyahoga County igenom en 15-årig extraskatt på alkohol och cigaretter för att finansiera byggandet av en ny basebollarena för Indians, som var klubbens dåvarande smeknamn, och en ny inomhusarena för Cleveland Cavaliers, som spelar i National Basketball Association (NBA). Cavaliers arena kom att heta Quicken Loans Arena och det område där de båda arenorna ligger kom att kallas Gateway Sports and Entertainment Complex.
Indians nya arena, som från början hette Jacobs Field och som ersatte Indians tidigare hemmaarena Cleveland Stadium, började byggas i centrala Cleveland 1992 och öppnades i april 1994, till en byggkostnad av cirka 175 miljoner dollar. Arkitektfirman Hellmuth, Obata and Kassabaum (HOK) ritade arenan efter anvisningar från Indians. Arenan byggdes i den retrostil som blev populär i MLB i början av 1990-talet. Namnet Jacobs Field fick arenan efter Indians dåvarande ägare, som hette Jacobs i efternamn. USA:s dåvarande president Bill Clinton invigde arenan genom att kasta en symbolisk första pitch.
Mellan juni 1995 och april 2001 var Jacobs Field utsåld 455 matcher i rad, vilket var nytt rekord för MLB. Efterfrågan på biljetter var så stor att alla Indians 81 hemmamatcher var slutsålda redan innan säsongen började under fem av dessa säsonger. Indians pensionerade senare tröjnummer 455 för att hedra sina supportrar. Rekordet slogs i september 2008 av Boston Red Sox hemmaarena Fenway Park.
2007 öppnades Heritage Park bortom homerun-staketet i center field, där Indians hedrar sina gamla stjärnspelare i klubbens egen Hall of Fame.
Det nuvarande namnet Progressive Field fick arenan i januari 2008 efter ett sponsoravtal med försäkringsbolaget Progressive värt 57,6 miljoner dollar över 16 år. Många supportrar har dock fortsatt att använda det gamla smeknamnet The Jake.
På senare år har spelare i arenan vid flera tillfällen störts av djur på planen. I en slutspelsmatch 2007 stördes New York Yankees pitcher Joba Chamberlain av en svärm av små insekter, troligen från den närbelägna Eriesjön. Matchen har blivit känd som The Bug Game. Under 2009 års säsong började måsar uppehålla sig i outfield. I en match träffade en boll en av måsarna, vilket blev matchavgörande. För att komma till rätta med problemet började man skjuta upp fyrverkerier varje gång lagen bytte sida för att skrämma bort de ovälkomna gästerna.
Det nuvarande hyresavtalet med Guardians sträcker sig till 2023 och kan förlängas med ytterligare 20 år.
Arenan var 1997 och 2019 värd för MLB:s all star-match.
Progressive Field utsågs 2008 till MLB:s bästa arena i en omröstning bland supportrarna på Sports Illustrateds webbplats.
I augusti 2014 offentliggjordes planer på omfattande förbättringar i arenan, bland annat en omgjord entré, ett nytt område där supportrar kan träffas och flyttade bullpens.

## Fotogalleri

Progressive Fields planstorlek.
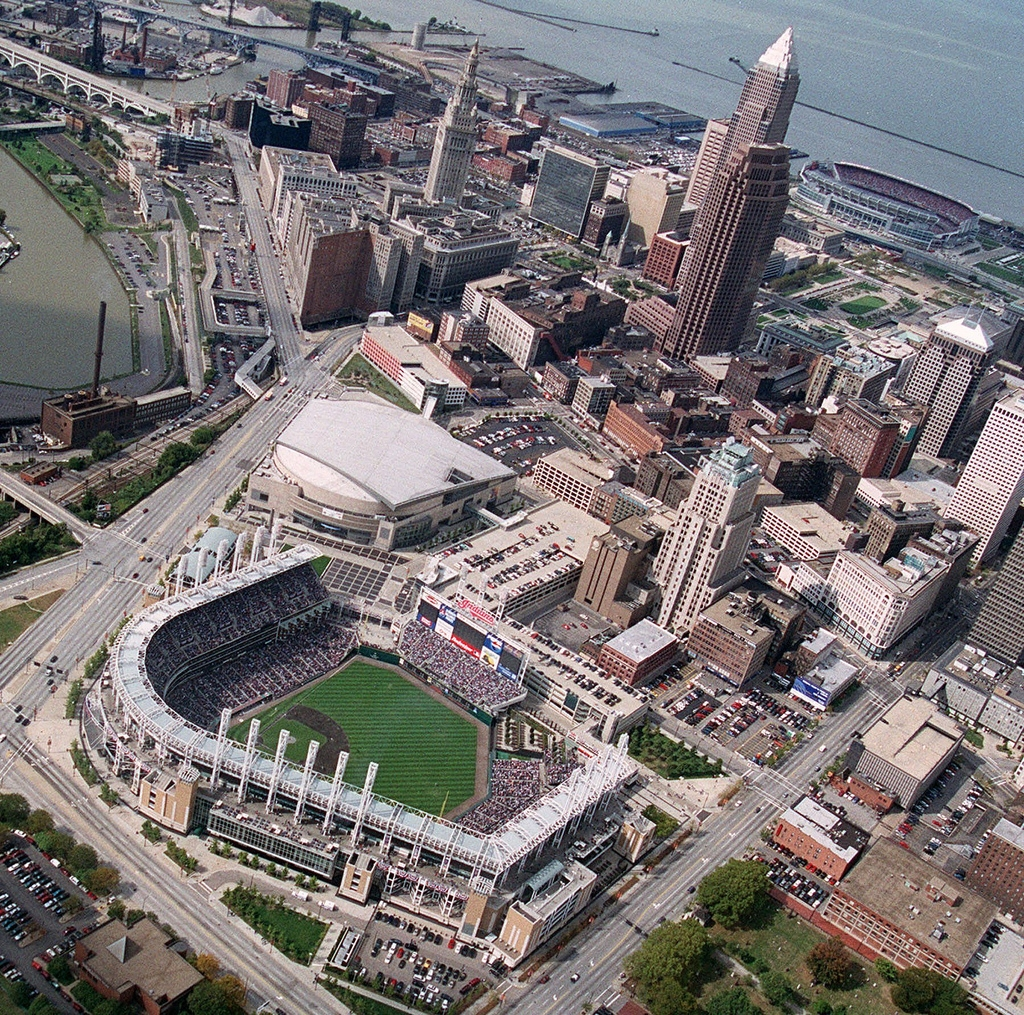
Progressive Field och ovanför i bilden Quicken Loans Arena.
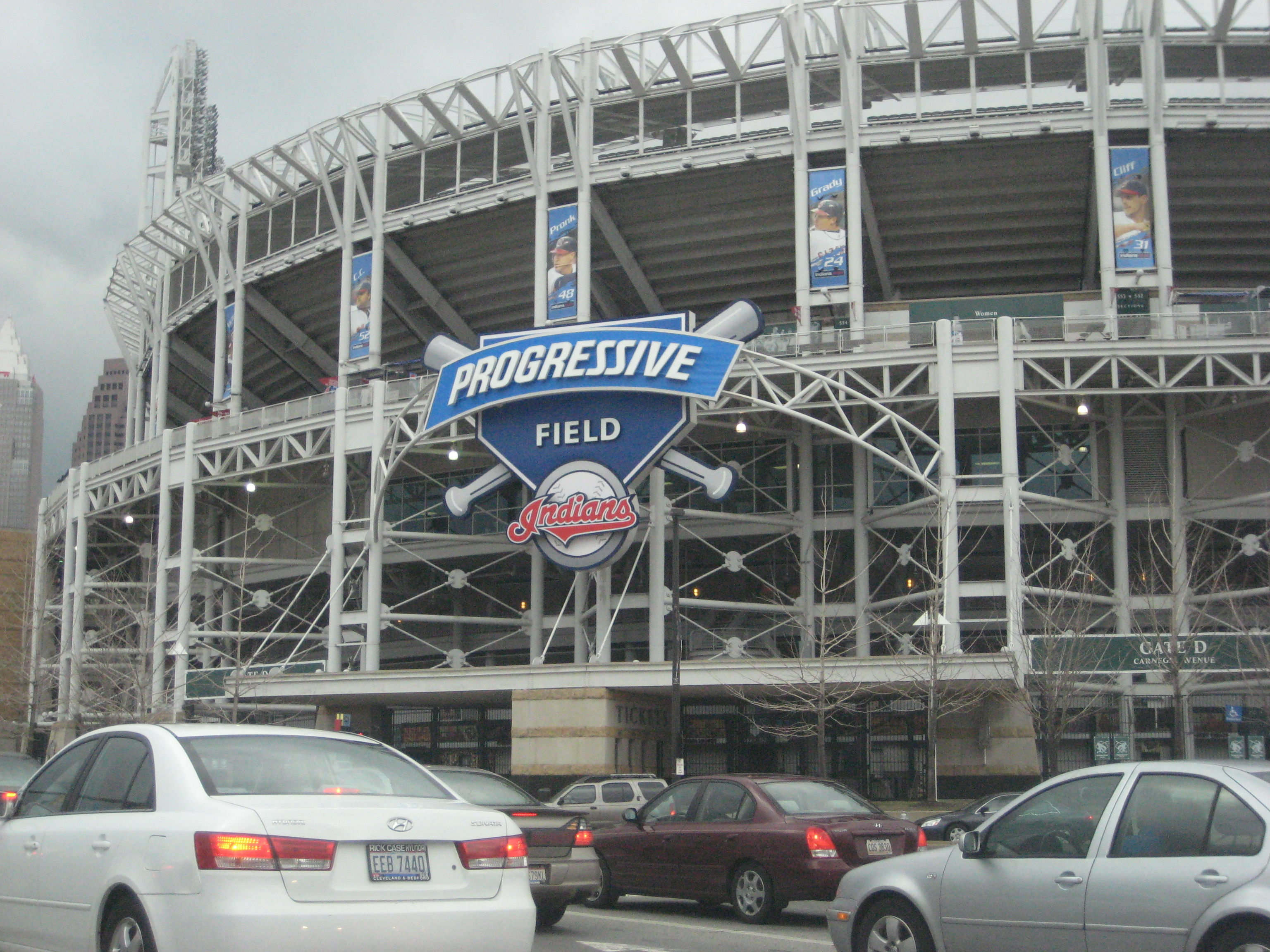
Progressive Fields huvudentré.